# 몽롱
《몽롱》은 대한민국의 싱어송라이터 이승환의 EP이다. 당초 《말랑》이 상업적으로 성공하면 후속 앨범으로 팬들이 원하는 록 앨범을 발매하려 했으나 상황이 여의치 않게 되자 록 앨범 대신 《말랑》의 리패키지 형식으로 새 앨범을 발매한 것이다. KBS 2TV 드라마 《얼렁뚱땅 흥신소》의 사운드트랙에 수록되었던 ‘슈퍼 히어로’가 야스지 마에다의 리마스터링을 거쳐 새로운 편곡으로 수록되어 타이틀 곡으로 쓰인다.

## 곡 목록
1. 슈퍼 히어로 (feat. 슈퍼키드 허첵 & 파자마징고)
2. 비겁한 애견생활
3. 징글 ha-day (feat. 45RPM, 박신혜)
4. 내 맘이 안 그래
5. 사랑 착각 상처
6. 첫 사랑
7. 바람의 노래는 슬프지 않아요 (feat. 정성미)
8. 사랑하나요
9. 제리 제리 고고
10. 덩크슛

- 2번 트랙 '비겁한 애견생활'은 《강아지 이야기》 앨범에 수록되었던 곡이다.
- 3~7번 트랙은 말랑과 동일하다.
- 9, 10번 트랙은 2007년 5월 열렸던 케니 아로노프가 참여한 “Hwantasitc” 공연 실황이다.
- 8번 트랙은 2007년 12월 열린 “슈퍼 히어로” 공연 실황이다.

## 스태프
- Executive producer 전호진
- Photograph 김대형 for Gumstudio
- Design director 이강현 for Gigic TMC
- Designer 이현주, 양은진 for Gigic TMC
- Promotion 박현학, 성준환, 윤상현
- Makeup 이진아
- Hair 김영순 for Cappelli
- Stylist 유래훈, 김수경, 이태주, 배시애 for One Styling
- Administration 임종덕, 김현진
- Marketing 박유선
- Mixing studio DreamFactory Studio
- Mixing engineer 김한구, 장지복
- Mastered by Yasuji "Yasman" Maeda for Bernie Grundman Japan
- Produced by 이승환

## 같이 보기
- 이승환 디스코그래피
- 이승환 콘서트